# André-Thomas
André-Thomas (ur. 19 listopada 1867 w Paryżu, zm. 21 lipca 1963 tamże) – francuski lekarz neurolog.

## Życiorys
Urodził się jako Antoine Henri André-Thomas, ale w młodości zdecydował się odrzucić dwa nadane mu na chrzcie imiona. Zapisywał pierwsze imię i nazwisko z myślnikiem, dla odróżnienia od współczesnego mu fizjologa.
Studiował medycynę w Paryżu, specjalizował się w neurologii w Klinice Charcota. W 1893 został internem i przez kolejne trzy lata studiował neurologię u Jules'a Déjerine'a i Augusty Déjerine-Klumpke. Po objęciu przez Jules'a Déjerine'a katedry neurologii w 1910 był jego asystentem, a w ostatnich latach życia zastępcą. Po śmierci Dejerine'a katedrę objął Pierre Marie, którego pierwszą decyzją było zwolnienie wszystkich pracowników ze szkoły zmarłego konkurenta, w tym André-Thomasa i Augusty Déjerine-Klumpke.
Zajmował się głównie neuropatologią móżdżku i symptomatologią chorób móżdżku. Wspólnie z Jules'em Déjerine'em opisał zanik oliwkowo-mostowo-móżdżkowy. Opisał też objaw, zwany na jego cześć objawem André-Thomasa. W 1954 został współautorem książki poświęconej badaniu neurologicznemu noworodków.

## Wybrane prace
- Cerebellar functions. New York: Journal of Nervous and Mental Diseases Pub. Co., 1912